# Институт теоретической астрономии
Институ́т теорети́ческой астроно́мии АН СССР (ИТА) — астрономический научно-исследовательский институт в Санкт-Петербурге. Реорганизован в 1998 году — вошёл в состав Института прикладной астрономии.

## История
ИТА начал деятельность в 1919 году как Вычислительный институт при Всероссийском астрономическом союзе. В 1923 году был объединён с Астрономо-геодезическим институтом (основанным в 1920 году) и переименован в Астрономический институт, при этом тематика института была расширена (небесная механика, гравиметрия, астрофизика, приборостроение). В 1943 году получил название «Институт теоретической астрономии АН СССР». В 1948 году, по предложению Международного астрономического союза, стал международным центром по изучению малых планет. С 1957 года разрабатывал также проблемы движения искусственных небесных тел (астродинамика). В 1998 году вошёл в состав Института прикладной астрономии.

## Издания
Издавал «Бюллетень ИТА» (с 1924) и «Труды ИТА» (с 1952), «Астрономический ежегодник СССР», «Астрономический ежегодник» (с 1998) и другие справочные издания по астрономии.